# București, unde ești?
București, unde ești? este un film românesc din 2014 regizat de Vlad Petri.

## Primire
Filmul a fost vizionat de 857 de spectatori în cinematografele din România, după cum atestă o situație a numărului de spectatori înregistrat de filmele românești de la data premierei și până la data de 31 decembrie 2014 alcătuită de Centrul Național al Cinematografiei.